# Ailes des Ministres

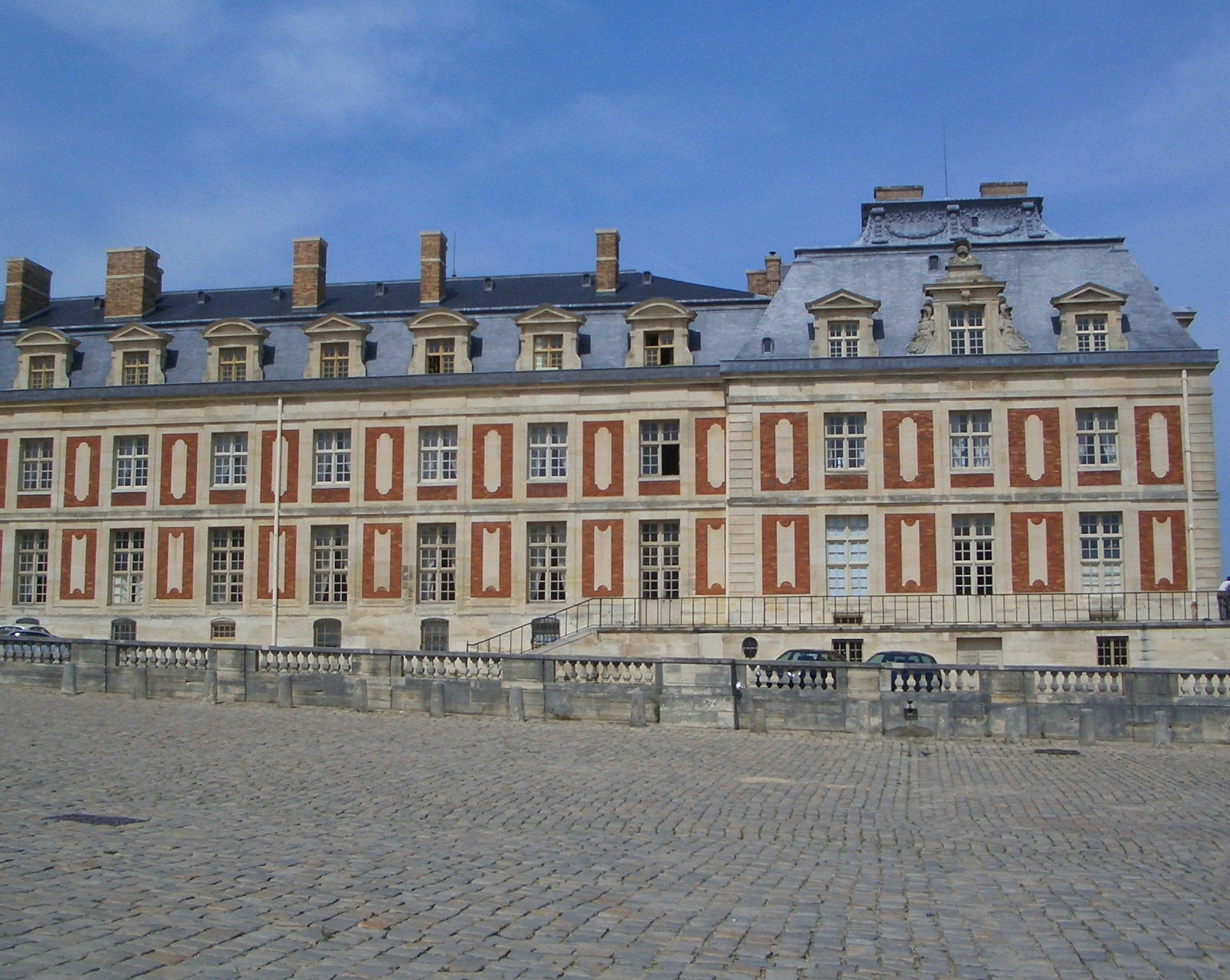
Aile des Ministres nord dans la cour d'Honneur du château de Versailles (2011).

Les ailes des Ministres sont des dépendances du château de Versailles situées dans la cour d'Honneur ; l’aile Sud abrite de nos jours la librairie des Princes ainsi que la billetterie, tandis que l’aile Nord est destinée à l’accueil des groupes de visiteurs.

## Histoire
Quatre pavillons furent construits pour les secrétaires d’État en 1671. Jules Hardouin-Mansart fit édifier les ailes des Ministres sur la base de ces pavillons en 1679. Les ailes des Ministres, à l’ornement sobre et dépendantes du château, marquent la fin de l’ère des ministres tout-puissants, tels que Fouquet, qui défia le roi avec la construction de son château de Vaux le Vicomte. Les quatre secrétaires d’État occupaient chacun la moitié d’une aile, disposant de tous les étages. Le rez-de-chaussée était consacré aux espaces de travail et de réception, le premier étage accueillait leurs appartements, leurs familles étaient logées au second étage et les combles étaient destinés aux commis.
Les deux pavillons qui donnent sur la place d'Armes, à l'extrémité des ailes des Ministres servaient sous l'Ancien Régime de corps de garde aux Gardes françaises et aux Gardes suisses, chargés de la protection extérieure du château. Les Gardes françaises occupaient l'extrémité de l'aile sud tandis que les Gardes suisses occupaient le pavillon nord. Leurs officiers disposaient de chambres à l'étage du corps de garde ; ils avaient également leur propre salle à manger ainsi qu'une « salle d'assemblée », où ils pouvaient jouer au tric-trac.
À partir de 1958, les ailes des Ministres abritent les logements de fonction et des salons de réception, destinés aux présidents des assemblées et aux questeurs. Les locaux sont restitués au château de Versailles en 2005 sur proposition du président de l'Assemblée nationale Jean-Louis Debré.
L'aile des ministres nord comprend l'accès des conférenciers et la consigne et l'aile des ministres Sud, la librairies des princes, la billetterie du château et des toilettes